# 何伟英
何伟英（1962年—），广东龙川人，汉族，中华人民共和国政治人物、第十一届全国人民代表大会广东地区代表。
担任龙川县赤光镇新润种养场场长。2008年起担任全国人大代表。